# Trematomus newnesi
Trematomus newnesi – gatunek morskiej ryby okoniokształtnej z rodziny nototeniowatych (Nototheniidae).

## Taksonomia
Gatunek został opisany naukowo przez brytyjskiego zoologa belgijskiego pochodzenia George’a Alberta Boulengera w 1902, który umieścił go w rodzaju Trematomus. Do 2018 większość ichtiologów nie podważała tej klasyfikacji. A. W. Baluszkin w swojej pracy z 2000 umieścił gatunek w rodzaju Pseudotrematomus. Epitet gatunkowy został nadany na cześć George’a Newnesa, sponsora brytyjskiej ekspedycji na Antarktydę w 1899.

## Występowanie
T. newnesi jest rybą morską występującą w Oceanie Południowym, gdzie jest szeroko rozpowszechniona (cała rodzina nototeniowatych jest endemiczna dla wód antarktycznych i subantarktycznych), od zachodniej Antarktydy, przez Morze Weddella, zachodnie wybrzeże Półwyspu Antarktycznego, Szetlandy Południowe (Elephant Island), Orkady Południowe, po Morze Davisa i Morze Rossa. W podziale na regiony rybołówstwa FAO (ang. FAO Major Fishing Areas) notowany w regionach 48, 58 i 88, tj. w antarktycznych strefach oceanów: Atlantyckiego, Indyjskiego i Pacyfiku.
Bytuje zazwyczaj w płytkich wodach blisko brzegu, najczęściej w strefie pływowej. Prowadzi przydenny tryb życia, do głębokości 400 m. Najobficiej występuje jednak na głębokości 20–50 m.

## Morfologia
Ciało wrzecionowate. Osiąga do 20 cm długości całkowitej. Wymiary przykładowego osobnika w odniesieniu do długości całkowitej: długość standardowa – 88,3%, głębokość ciała – 22,4%, długość głowy – 27%. Średnica oka – 21,1% długości głowy. Ma dwie płetwy grzbietowe, z łącznie 5–8 promieniami twardymi i 29–38 promieniami miękkimi, przednia wyraźnie krótsza od tylnej. Jedna płetwa odbytowa, długa i niska, z 29–36 promieniami miękkimi. Płetwa ogonowa ścięta. Płetwy piersiowe z 24–27 promieniami. Ciało pokryte drobnymi łuskami ktenoidalnymi (grzebykowatymi). Wśród innych nototeniowców wyróżnia się wysoką plastycznością fenotypową.

## Zachowanie i odżywianie
Okres godowy w Morzu Rossa trwa od marca do kwietnia. Ikra denna.
Żywi się głównie bezkręgowcami: obunogami, m.in. z rodzaju Hyperiidae, równonogami, widłonogami (m.in. Calanoides acutus, Calanus propinquus), szczętkami (m.in. Euphausia crystallorophias, Euphausia superba), wieloszczetami, ślimakami. Ona sama z kolei stanowi pokarm dla m.in. kormorana niebieskookiego (Phalacrocorax atriceps).

## Pasożyty
Prawdopodobnie gatunek ten ma duże znaczenie w cyklu życiowym pasożytów wód antarktycznych. Wśród stwierdzonych pasożytów występowały: przywry wnętrzniaki (Macvicaria pennelli, Neolebouria terranovaensis, Genolinea bowersi, Elytrophalloides oatesi), kolcogłowy (Metacanthocephalus campbelli, M. johnstoni), larwy tasiemców i nicieni.

## Znaczenie gospodarcze
Ryba bez znaczenia gospodarczego.